# الإسفنجة المانعة للحمل
الإسفنجة المانعة للحمل تجمع بين الحواجز وطرق قتل الحيوان المنوي لمنع الحيوان المنوي من تخصيب البويضة.
ثلاث منتجات يتم تسويقها: فارماتيكس، بروتيكتايد وتوداي. فارماتيكس يتم تسويقه في فرنسا وولاية الكيبك؛ بروتيكتايد يتم تسويقه في بقية كندا واوروبا؛ وتوداي في الولايات المتحدة.
الإسفنجة تعمل بطريقتين. الطريقة الأولى هي: يتم ادخالها في مهبل المرأة، لكي تغطي عنق الرحم حتى لا يدخل الحيوان المنوي الرحم. ثانيا: الإسفنجة تحتوي على مواد تقتل الحيوان المنوي، حتى يتم استعمال المواد لكي توقف الحيوان المنوي.
يتم إدخال الإسفنجة قي المهبل قبل الجماع ولابد من تغطيتها لعنق الرحم حتى تكون فعَالة. الإسفنجة لا تقوم بمنع انتقال الأمراض الجنسية.

## الفعالية
صرَحت الشركة المصنعة للدواء توداي عن فعالية الدواء ما بين 89% و 91% تحت الالتزام والاستخدام الصحيح. حينما لا يتم استخدام الإرشادات قبل كل جماع تكون الفعالية ما بين 84% و 89%. مصادر أخرى أظهرت نتائج أضعف للنساء الائي حملن من قبل: 74% تحت الاستخدام الصحيح والمنتظم و 68% تحت الاستخدام العادي.
دراسات أخرى حول بروتيكتايد أظهرت فعالية الدواء ما بين 77% و 91%.
دراسات حول فارماتيكس أظهرت انه الدواء الأكثر فعالية بنسبة 99% في كل سنة. أما الاستخدام العادي يكون بنسبة 81% في كل سنة. يمكن استخدام طرق أخرى للتحكم في الحمل لزيادة فعالية الإسفنجة مثل: الواقي الذكري.

## الاستعمال
لإستعمال إسفنجة توداي يحب وضعها في كمية ماء حوالي ملعقتين ويتم تبليلها بالكامل. استخدام الماء يؤدي إلى تفعيل المواد القاتلة للحيوان المنوي، ولا تحتاج لإستخدام مواد إضافية. بروتيكتايد وفارماتيكس تأتي قابلة للإستخدام.
يتم إدخال الإسفنجة لفترة لا تزيد عن 24 ساعة قبل الجماع، ولا يتم إخراجها لفترة لا تقل عن ست ساعات بعد الجماع، يجب أن لا يتم تجفيفها عن فترة لا تزيد عن 30 ساعة متواصلة.
لا يجب استعمال الإسفنجة مرة أخرى بعدما تم إخراجها بعد الجماع.

## التاريخ
مرت فترة من التاريخ حيث كانت الأجهزة غير موجودة في الأسواق منذ تم تصنيعها، أما الآن فهي موجودة حتى في المتاجر الإلكترونية.

### إسفنجة توداي
تم تطوير إسفنجة توداي في عام 1976م وتم ظهورها في الولايات المتحدة في عام 1983م. تم إزالة توداي من السوق في عام 1994م، متواصلة مع عدة تأخيرات حتى عام 2003م في مارس حيث ظهرت في كندا، وفي أمريكا عام 2005م في سبتمبر. بعدما أعلنت الشركة المصَنعة إفلاسها في عام 2007م، وتم إعادة إنتاجها قي عام 2009م.

### إسفنجة فارماتيكس
تم ظهور الإسفنجة عام 1984م في فرنسا وولاية الكيبك في كندا.

### بروتيكتايد
تم ظهور الإسفنجة في عام 1996م في كندا وعام 2000م في أوروبا.

## المادة القاتلة للحيوانات المنوية
الإسفنجة هي حاجز يمنع عبور الحيوانات المنوية إلى عنق الرحم ومن هنالك إلى أعضاء المرأة الجنسية، المادة هي العامل مهم ورئيسي لمنع الحمل؛ كل منتج يتم تكوينه بمواد مختلفة.
إسفنجة توداي تحتوي على 1,000 مل جرام من نان اوكزينول-9. بروتيكتايد يحتوي على 5,000 مل جرام من إف-5 جيل مع ثلاث مواد فعَالة (6.25 من نان اوكزينول-9, 6.25 من كلوريد البنزالكونيوم، و 25 مل جرام من كوليت الصوديوم). فارماتيكس تحتوي على 60 مل جرام من كلوريد البنزالكونيوم.

## الأضرار الجانبية
بعض من البشر يولد مع حساسية تجاه المادة القاتلة للحيوان المنوي في الإسفنجة. النساء الاتي يستعملن الإسفنجة المانعة للحمل تزيد لديهم مخاطر الإصابة داء المبيضات أو عدوى الجهاز البولي، سوء الاستعمال مثل: ترك الإسفنجة داخل المهبل لفترة طويلة قد يؤدي إلى متلازمة الصدمة التسممية.متلازمة الصدمة التسممية.
إسفنجة توداي تجتوي على مادة نان اوكزينول-9 وقد تزيد المخاطر إذا تم استخدام الإسفنجة عدة مرات في اليوم والذين مهددين بمرض نقص المناعة البشرية. في هذه الحالة، نان اوكزينول-9 قد يزعج الأنسجة وبذلك يؤدي إلى زيادة خطر الإصابة بمرض نقص المناعة البشرية أو عدة أمراض جنسية أخرى.
- بعد إزالتها من المتاجر في الولايات المتحدة بفترة قصيرة تم ظهور الإسفنجة في حلقة من مسلسل ساينفيلد في حلقة تحمل عنوان «الإسفنجة». في الحلقة، الين بينز  [لغات أخرى]‏ قامت بحفظ ما تبقى من إسفنجة توداي  [لغات أخرى]‏ لإستخدامها أثناء الجماع حتى تتأكد من أن شريكها «يستحق الإسفنجة».[12] تم إعادة النظر في الحلقة الأخيرة  [لغات أخرى]‏ حين شهد صيدلي ضد الين بسبب شرائها حقيبة مليئة بالإسفنج.
- الفلم كلوليس شهد مشهد حيث طاقم التمثيل المكون من ديون وتاي ناقشا الجنس وديون سألت تاي هل ستبقى الإسفنجة فعالة حتى إذا تم الجنس تحت الماء.
- في المسلسل التلفزيوني ماي سو كولد لايف  [لغات أخرى]‏ الدكتور ينصح أنجيلا باستخدام الإسفنجة في حال التفكير في أداء الجنس

## Footnotes
1. ↑  "Sponges".  نسخة محفوظة 16 أغسطس 2016 على موقع واي باك مشين.
2. ↑  "Bith Control Sponge".  نسخة محفوظة 09 يناير 2014 على موقع واي باك مشين.
3. ↑  "How Well Does Today Sponge Prevent Pregnancy?"
4. ↑  Hatcher, RA; Trussel J; Stewart F; et al. (2000).
5. ↑  Creatsas G, Elsheikh A, Colin P (2002).
6. ↑  Creatsas G, Guerrero E, Guilbert E, Drouin J, Serfaty D, Lemieux L, Suissa S, Colin P (2001).
7. ↑  "Ovule Pharmatex: results of 10 years of research in contraception".
8. ↑  "The Birth Control Sponge".
9. ↑  Mayo Clinic. (2010). نسخة محفوظة 24 أكتوبر 2012 على موقع واي باك مشين. [وصلة مكسورة]
10. ↑  Menard F (1984).
11. ↑  Best, Kim (2000).
12. ↑  Lavery, David and Sara Lewis Dunne (2006).

- 467 5467